# Sphaerodactylus oliveri
Sphaerodactylus oliveri — вид геконоподібних ящірок родини Sphaerodactylidae. Ендемік Куби. Вид названий на честь американського герпетолога Джеймса Артура Олівера.

## Поширення і екологія
Sphaerodactylus oliveri мешкають в горах Ескамбрай та в сусідніх районах на півдні центральної Куби, в провінціях Сьєнфуегос і Санкті-Спіритус. Вони живуть в сухих широколистяних тропічних лісах та в мангрових заростях. Зустрічаються на висоті до 600 м над рівнем моря. Відкладають яйця.

## Збереження
МСОП класифікує цей вид як такий, що перебуває під загрозою зникнення. Sphaerodactylus oliveri загрожує знищення природного середовища. 